# Estrecho de Dease
El estrecho de Dease (en inglés, Dease Strait) es un estrecho localizado en el océano Ártico, que separa las tierras continentales de la isla Victoria (Canadá). Administrativamente, sus aguas y costas pertenecen al territorio autónomo de Nunavut.

## Geografía
El estrecho de Dease está localizado en la parte noroccidental de Canadá. Es una de las variantes de la ruta marítima del paso del Noroeste, un tramo que navegando de oeste a este, se encuentra a continuación del golfo de la Coronación y que enlaza con el golfo de la Reina Maud. 
El estrecho tiene dos tramos, uno primero en dirección este-noreste, ENE, de unos 150 km, que casi al final gira en dirección sureste unos 30 km más. Comienzan las aguas del estrecho en la boca occidental, de unos 70 km, entre cabo Flinders (en el extremo occidental de la ribera meridional, en tierras continentales), hasta punta Murray (en isla Victoria); y finalizan sus aguas en la boca oriental, de solo 23 km, entre punta Trap (extremo oriental de la península continental de Kent) y cabo Colborne (también en isla Victoria). La anchura del estrecho es bastante variable, entre unos 45 km al inicio y unos 30 km de anchura media. El paso más angosto está frente a las islas Finlays, de solo 13,8 km.
La ribera meridional es el borde septentrional de la península de Kent, comenzando en el cabo Flinders y siguiendo en dirección nordeste hasta la  punta Turigain, donde gira en dirección nornoreste, un tramo bastante recto hasta el cabo Alexander, en que vuelve a girar en dirección sureste hasta la punta Trap. Al otro lado del estrecho, la ribera septentrional es la costa sur de isla Victoria, comenzando en su extremo occidental en la punta Murray; siguen las bahías Wilbank y Byron, el cabo Peel, que señala el inicio de la gran bahía de Wellington, que se adentra en dirección norte y al otro lado de la bahía, el cabo Enterprise, las islas Finlays, la punta Long y en el extremo oriental del estrecho, la bahía Cambridge, al final de la que está de nuevo el cabo Colborne, que marca el fin del estrecho. 

### Asentamientos

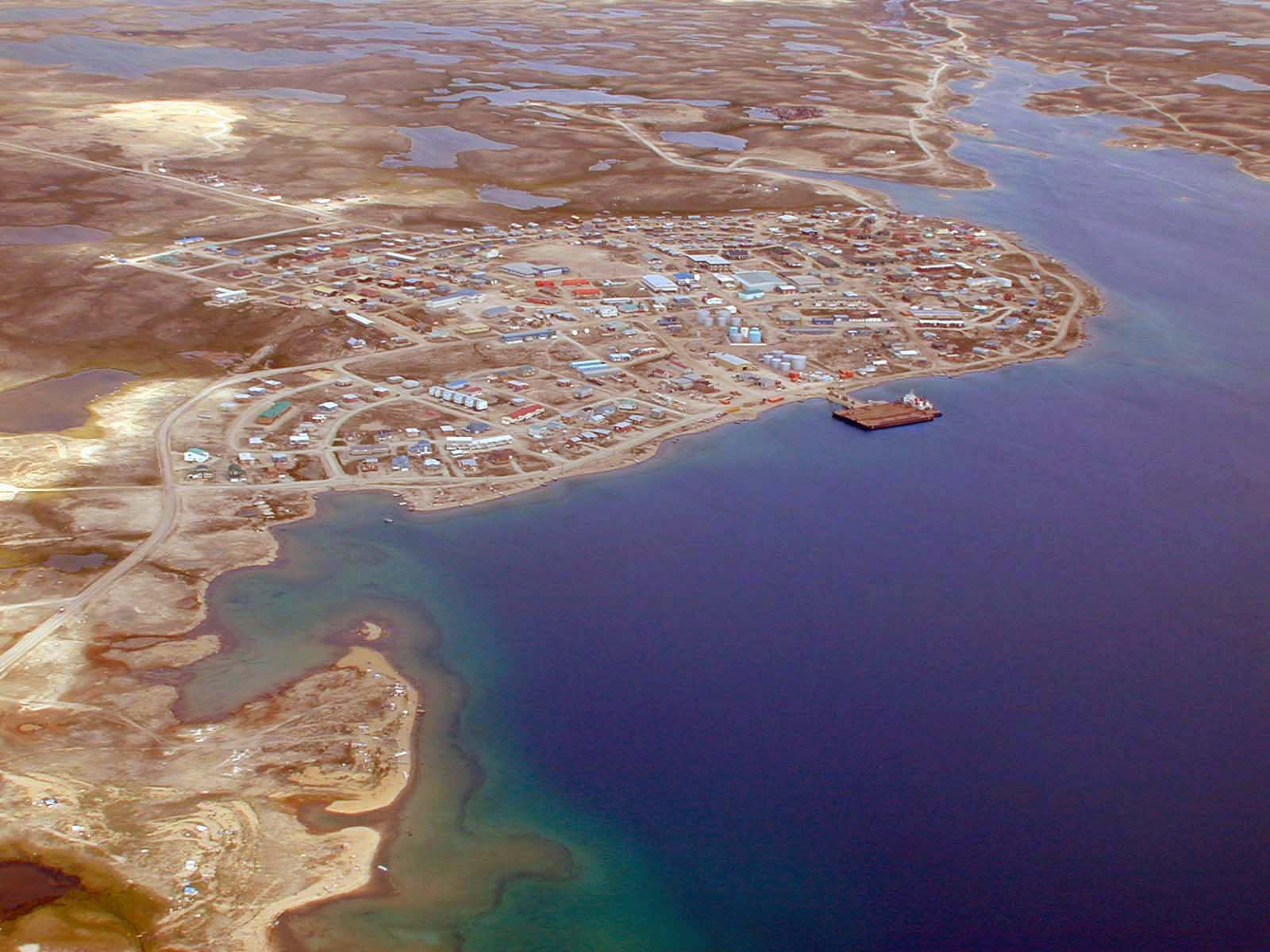
Vista de Cambridge Bay, la población más importante en la ribera norte del estrecho.

Al fondo de la bahía Cambridge está el asentamiento homónimo de Cambridge Bay, que con una población de 1.477 habitantes en 2006, es uno de los puntos de parada de los pasajeros y buques de investigación que atraviesan el paso del Noroeste. Cuenta con un pequeño aeródromo, con una pista de gravilla de unos 1,5 km de longitud, aunque también se usan en el verano las aguas de la bahía para el aterrizaje y despegue de hidroaviones.
La región es una zona tradicional de caza y pesca y se encuentran a menudo restos arqueológicos. Las principales especies animales que habitan la región son el caribú, el buey almizclero, la trucha alpina o ártica, la trucha de lago (Salvelinus namaycush) y la foca anillada, que aún hoy siguen siendo importantes fuentes de alimento para la población. 
Al este de Cambridge Bay, está el área protegida de Ovayok Territorial Park.

## Historia
La costa continental, el borde meridional del estrecho, fue reconocido desde tierra por John Franklin en sus dos expediciones de reconocimiento en 1819-1822 (Expedición Coppermine) y 1824-1826, acompañado por George Back y John Richardson (un naturalista). Al final de esas expediciones, Franklin, Back y Richardson habían estudiado casi la mitad de la longitud de la costa norteamericana, desde la península de Kent a bahía Prudhoe, en Alaska. En la segunda de esas expediciones les acompañó el explorador canadiense Peter Warren Dease (1788-63), que más tarde volvería a realizar la exploración de la zona entre 1833-39. En su reconocimiento el estrecho lleva su nombre.
El primer occidental del que se tiene constancia de que navegó por sus aguas fue, en el año 1853, el explorador británico sir Richard Collinson, capitaneando el Enterprise. Había partido de Inglaterra en enero de 1850, dirigiendo una de las expediciones de búsqueda de la expedición perdida de John Franklin. Iba acompañado del Robert McClure, su segundo comandante en el Investigator. En la travesía del Pacífico ambos barcos se separaron y el Enterprise no pudor franquear punta Barrow antes de que el invierno cerrase el paso. Collinson volvió a Hong Kong y reemprendió la ruta al año siguiente, consiguiendo esa vez llegar a tiempo de pasar, el 25 de julio de 1851. Quiso encontrarse con el Investigator, pero no lo logró a pesar de que realizaron una ruta semejante. Debió invernar en aguas del golfo de Amundsen, en Walker Bay (isla Victoria), cerca del estrecho del Príncipe de Gales. El año siguiente, el Enterprise quedó libre del hielo el 5 de agosto y tras reconocer el Prince Albert Sound y demostrar que no tenía salida, casi desesperadamente optó por continuar hacia el este a través del estrecho de los delfines y de la Unión, llegando a las aguas del golfo de la Coronación. Siguió luego por las aguas del estrecho de Dease (que se pensaba hasta ese momento que solo se podía navegar en bote, dado lo peligrosas y rocosas islas), y se dirigió a bahía Cambridge, donde invernó. 
Casi 50 años más tarde, en 1905, el explorador noruego Roald Amundsen iba a repetir el trayecto a bordo de su pequeña nave Gjöa y le dedicaría grandes elogios:

Sus sondeos y reconocimientos de este estrecho y sucio canal son muy útiles... Sir Richard Collinson parece haber sido uno de los navegantes más capaces y emprendedores que el mundo jamás haya dado. Dirigió su gran y pesado navío en unas aguas que apenas ofrecen espacio suficiente para el pequeño Gjöa.
His soundings and surveys of this narrow and foul channel were very helpful. . . . Sir Richard Collinson appears to have been one of the most capable and enterprising sailors the world has ever produced. He guided his great, heavy vessel into waters that hardly offered sufficient room for the tiny Gjöa.
Roald Amundsen